# Бюджет Европейского союза
Бюджет Европейского союза, Бюджет ЕС, Европейский бюджет — бюджет, схема доходов и расходов Европейского союза, устанавливаемая на семь лет.
Бюджет используется для финансирования общесоюзной политики (в области сельского хозяйства; развития транспортных сетей; помощи отстающим регионам; исследований и для поддержки развивающихся государств вне ЕС) и административного аппарата союза. На администрацию уходит около пяти процентов бюджета, на общесоюзную политику — около 95 %.

## Формирование бюджета
Три института ЕС официально ответственны за распределение бюджета:
- Совет Европейского союза, куда входят министры из каждого государства-члена;
- Европейская комиссия, представляющая исполнительную власть союза;
- избранный народом напрямую Европейский парламент.

На практике переговоры по бюджету больше определяются интересами государств-членов. Это особенно заметно в Совете, где необходимо единогласное утверждение бюджета.
Помимо семилетнего бюджета в его рамках ежегодно принимается годовой бюджет. Его предлагает Еврокомиссия, рассматривают и вносят поправки Европарламент и Совет. Годовой бюджет планируется заранее (до начала года), но окончательные расчеты платежей, взимаемых с каждого государства, производятся только в конце бюджетного года, когда известны доходы и расходы. В самом конце рассчитывают возврат части взносов Великобритании, так как он зависит от количества взносов, сделанных этой страной, и количества средств, выделенных ЕС Великобритании на реализацию союзных проектов.

### Контроль использования средств
Европейская счётная палата — один из семи органов, управляющих Европейским союзом. Палата создана в 1975 году для аудиторской проверки бюджета союза и его учреждений. Счётная палата представляет собой следственное аудиторское агентство. Её главная цель — оценка правильности применения бюджета союза, борьба с незаконными тратами и неумелым руководством средствами. Палата может проверить документацию любого института или должностного лица, имеющего дело с финансами союза. После окончания бюджетного года палата готовит ежегодный отчёт, который направляется в другие учреждения союза, в том числе в Европарламент. Кроме того, аудиторы могут в любое время направить специальный доклад, касающийся отдельных проблем использования средств.

### Служба внутреннего аудита
Служба внутреннего аудита создана как независимое учреждение внутри Еврокомиссии, в 2001 году, для проведения проверок финансовой деятельности и разработки стандартов отчётности и аудита. В результате её деятельности в 2017 отчётном году впервые доля рискованных платежей снизилась до менее чем 2 %.

## Доходы

### Традиционные собственные ресурсы
Традиционные собственные ресурсы — налоги, взимаемые Европейским союзом, в основном импортные пошлины на товары, ввозимые в ЕС. Пошлины собирает государство, в которое прибывает импортируемый товар. Государствам разрешено забрать себе часть импортной пошлины, чтобы покрыть расходы на администрирование (до 25 %). Еврокомиссия следит за правильным сбором пошлин, и страны несут ответственность за ошибки в таможенном администрировании.

### Доходы, основанные на НДС
Доходы от НДС устанавливают, исходя из гармонизированной по правилам ЕС базы НДС каждого государства, с которой взимают одинаковый для всех стран процент. Однако база НДС, подлежащая гармонизации, не может превышать 50 % от ВНД страны. Это правило было введено, чтобы менее богатые государства не платили непропорционально их возможностям, так как потребление и соответственно НДС имеют самый большой вклад в ВНД в сравнительно малоразвитых странах. С 2007 года ставка, взимаемая с гармонизированной базы НДС каждой страны, установлена на уровне 0,3 %.

### Доходы от ВНД
Доходы от ВНД составляют наибольшую часть бюджета ЕС. Для определения суммы отчисления используется простое умножение ВНД страны за год на некоторую ставку. Ставка одинакова для всех стран. Она определяется количеством дохода, необходимого для покрытия разницы между расходами, заложенными в бюджете ЕС, и доходами, идущими из других ресурсов. Таким образом, доход от ВНД — последний ресурс, которым обеспечивают наполнение бюджета; устанавливая его величину, добиваются бездефицитного бюджета. В 2012 году ставка, на которую умножается ВНД страны, была установлена на уровне 0,7554 %, а вклад дохода от ВНД к общему доходу бюджета составил 76 % (98 161,8 миллионов евро).

### Другие доходы
Другие доходы включают налоги на зарплаты сотрудников институтов ЕС, ставки по банковским вкладам, взносы от стран, не входящих в ЕС, возврат неиспользованных средств, штрафы на компании, нарушающие законодательство ЕС, и профицит бюджета за предыдущий год. В 2012 году другие доходы составили 8613,8 миллионов евро, профицит из 2011 был 1497 миллионов евро.

## Расходы
Для расходной части бюджета Европарламент, Совет и комиссия вводят многолетние финансовые рамки, которые ограничивают траты союза за фиксированный период и устанавливают максимальные суммы, разрешённые для использования по главным направлениям расходной части бюджета (эти направления называют заголовками или главами).

## Бюджетный баланс

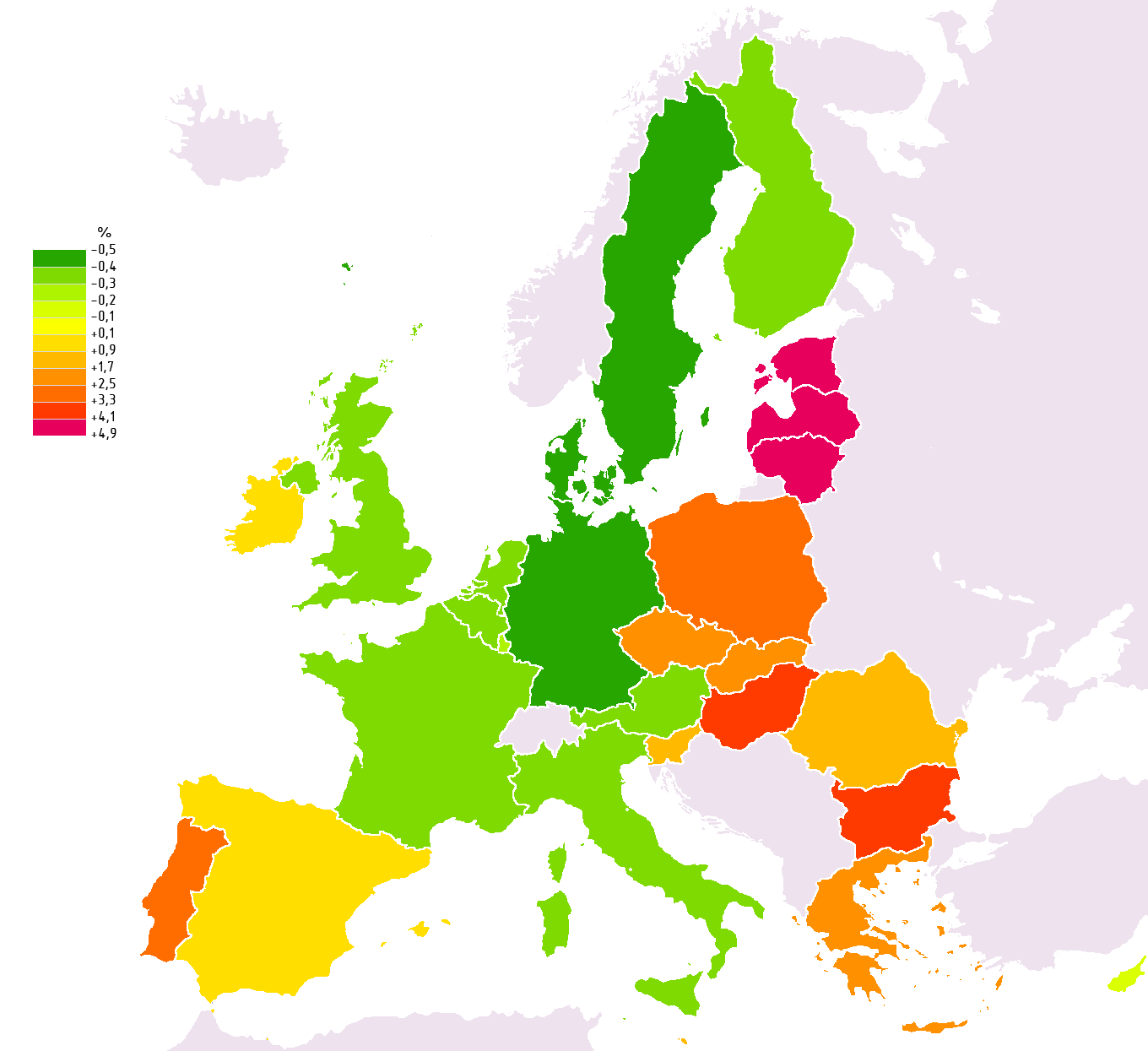
карта баланса взноса и дотаций стран в союзном бюджете

Данные о взносе каждого государства в союзный бюджет и о выплатах из него позволяют рассчитать бюджетный баланс каждой страны, то есть разницу между средствами, выделенными государству (за исключением средств на администрирование) и скорректированный по специальной формуле национальный вклад. Ниже представлены страны с максимальным (больше получают) и минимальным (больше отдают) бюджетным балансом в абсолютном выражении и в процентах от ВНД за 2012 год.
| Страна     | Баланс в млн евро |
| ---------- | ----------------- |
| Польша     | 11, 997           |
| Португалия | 5, 027            |
| Греция     | 4, 544            |
| Испания    | 3, 998            |
| Венгрия    | 3, 280            |
| Чехия      | 3, 045            |

| Страна         | Баланс в млн евро |
| -------------- | ----------------- |
| Германия       | - 11, 953         |
| Франция        | -8, 297           |
| Великобритания | -7, 366           |
| Италия         | -5, 058           |
| Нидерланды     | -2, 364           |
| Швеция         | - 1, 925          |

| Страна   | Баланс в % от ВНД |
| -------- | ----------------- |
| Эстония  | 4,84              |
| Литва    | 4,82              |
| Латвия   | 4,29              |
| Венгрия  | 3,59              |
| Болгария | 3,43              |
| Польша   | 3,3               |

| Страна     | Баланс в % от ВНД |
| ---------- | ----------------- |
| Швеция     | - 0,46            |
| Дания      | - 0,45            |
| Германия   | - 0,44            |
| Франция    | - 0,4             |
| Бельгия    | - 0,39            |
| Нидерланды | - 0,39            |

## Бюджет 2007—2013
Финансовые рамки за 2007—2013 годы выделили три приоритетных направления, для достижения которых созданы 4 главы расходной части бюджета:
- использование преимуществ европейской интеграции (Единого рынка) для достижения устойчивого роста и развития (главы 1 и 2);
- укрепление концепции европейского гражданства путём продвижения свободы, справедливости, безопасности и доступа к основным общественным благам (глава 3);
- определение роли Европы на мировой арене, основанной на главных европейских ценностях, а именно: содействие устойчивому развитию и безопасности (глава 4).

Главы:
1) Устойчивый рост
1а) Конкурентоспособность для экономического роста и занятости (исследования и инновации, образование и профессиональная подготовка, трансъевропейские транспортные сети, социальная политика, экономическая интеграция) — 9 % доходной части.
1б) Выравнивание для экономического роста и занятости (Помощь наименее развитым регионам и странам ЕС, межрегиональное сотрудничество) — 35,6 %.
2) Управление природными ресурсами (Единая сельскохозяйственная политика Европейского союза, Единая рыболовная политика ЕС, развитие сельских территорий и забота об окружающей среде) — 42,5 %.
3) Гражданство, свобода, безопасность и правосудие
3а) Свобода, безопасность и правосудие (внутренние дела и юстиция, охрана границ, иммиграционная политика и политика в отношении беженцев) — 0,8 %
3б) Гражданство (общественное здоровье; защита прав потребителей; культурная, молодёжная, информационная политика, диалог с гражданами) — 0,5 %.
4) Иностранные дела (все действия союза на международной арене. Не включает Европейский фонд развития) — 5,7 %.
5) Администрация (административные расходы всех институтов союза, пенсии и школы для детей работников учреждений ЕС) — 5,8 %.
6) Компенсации (временная глава, включающая компенсационные выплаты, связанные с последним расширением ЕС) — 0,1 %.

## Бюджет 2014—2020
29 июня 2011 года Еврокомиссия предложила институтам ЕС финансовые рамки на 2014—2020 годы (Финансовые рамки устанавливают максимальное количество средств, которые ЕС может ежегодно тратить на главы бюджета). Из-за сложных экономических условий семь стран-членов потребовали уменьшить бюджет ЕС не менее чем на 100 миллиардов евро. Большинство стран, выступавших за сокращение, — государства-доноры (среди них Великобритания, Швеция, Финляндия, Германия, Австрия, Нидерланды). Их оппонентами и противниками сокращений стали в основном государства, которые получают из бюджета больше, чем отдают.
22 — 23 ноября 2012 года состоялся так называемый саммит ЕС. На нём обсуждались параметры бюджета до 2020 года, но прийти к соглашению европейским лидерам не удалось. Решение было отложено до следующего года. На саммите 8 февраля 2013 года после долгих переговоров был согласован бюджет ЕС. Впервые за всю историю расходная часть бюджета была уменьшена по сравнению с бюджетом 2007—2013 годов. Максимально возможные траты ЕС за 2014—2020 не должны превысить 960 миллиардов евро, что соответствует 1 % ВНД союза (сокращение на 3,5 % по сравнению с прошлым бюджетом). Реально запланированные расходы были зафиксированы на уровне 908,4 млрд евро (942,78 миллиардов было в прошлом бюджете).
13 марта проект бюджета, согласованный на саммите, отклонил Европарламент. Евродепутаты были не согласны скорее с распределением средств по главам, а не с общим объёмом бюджета. В течение нескольких месяцев продолжались переговоры между Советом и Европарламентом. Европарламент выдвинул несколько требований, среди них — повышение гибкости бюджета (свободное перераспределение средств с одной статьи на другую) и возможность пересмотра финансовых рамок в 2016 году. 19 ноября 2013 года Европарламент подавляющим большинством голосов поддержал проект бюджета после согласия Совета с требованиями.
23 мая 2018 года европейской комиссией был представлен проект бюджета ЕС на 2019 год. Его сумма составила 166 млрд евро кредитных обязательств, из которых платежи составляют 149 млрд евро, что больше бюджета 2018 года на 3 %. Предложение по бюджету основано на условии, что после выхода Великобритания из Евросоюза не остановит взнос финансового вклада в исполнение бюджетов ЕС до конца 2020 года.

## Бюджет 2021—2027
Обсуждение разработанного Еврокомиссией проекта бюджета на 2021—2027 годы началось 12 октября 2018 года на конференции на высшем уровне EU budget for the future — the road ahead («Бюджет ЕС на будущее — путь вперед»), собравшей 700 участников из всех стран — членов ЕС. На ней еврокомиссар по бюджету и человеческим ресурсам Гюнтер Эттингер предупредил, что в преддверии ожидаемого в 2021 году кризиса Евросоюзу следует более рационально использовать ресурсы и активно наращивать конкурентоспособность за счет инноваций и новых технологий. Прежде самые крупные программы — Фонд выравнивания (Cohesion Fund) и сельскохозяйственные субсидии — будут сокращены.

### Снижение взносов
После Brexit Еврокомиссия решила ответить на претензии стран-доноров о несоразмерных платежах в общий бюджет и пересмотрела структуру взносов. Так, в 2021—2027 годах было предложено снизить взнос, исчисляемый как процент от ВВП, с 1,17 % до 1,14 %, а долю таможенных сборов — с 20 % до 10 %. Таким образом, богатые страны ЕС в 2021—2025 годах сэкономят:
- Германия — 8,4 миллиарда евро,
- Нидерланды — 3,8 миллиарда,
- Швеция — 1,7 миллиарда,
- Дания — 354 миллиона,
- Австрия — 342,8 миллиона.

При этом Г.Эттингер подчеркнул, что богатые страны получают больше выгод от общего рынка, так как на деньги, внесенные ими в бюджет и переданные «Риге, Таллину и Любляне», те закупают в Германии и Голландии оборудование и промышленную продукцию. Он также напомнил, что Великобритания, чтобы иметь возможность пользоваться общим рынком, должна будет за это платить — пусть и не 12 миллиардов евро в год.

### Новые статьи доходов
Снижая ранее принятые взносы, Еврокомиссия предложила новые статьи доходов, касающиеся прежде всего бедных стран.
Сбор за непереработанный пластик достигнет евро за килограмм и затронет новые страны ЕС, где раздельный сбор мусора и переработка вторсырья налажены плохо. В данный момент Европа генерирует 25 миллионов тонн пластикового мусора, из которого только 30 % перерабатывается, а нужно 50-55 %. Введя «налог на пакеты», Дания с 1994 года и сократила их потребление с 800 до 400 миллионов в год. Аналогичные меры предприняли Ирландия, Финляндия, Люксембург, Нидерланды и Германия. Прочие будут платить от 4 до 8 миллиардов в год.
Доходы от торговли квотами на эмиссию СО2 : 40 % выделенных квот оставят странам-участницам, а с доходов от остального надо будет платить. Должно набраться от 1,2 до 3 миллиардов в год.
Новые взносы с налога на прибыль предприятий — до 6 % от сборов в каждой стране.

### Привлечение инвестиций
Поскольку по доле инвестиций в ВВП ЕС отстает не только от США и Китая, но и от собственных показателей предыдущих десятилетий, Еврокомиссия с 2014 года внедрила новый инструмент поощрения предпринимательской инициативы: гарантии. План Юнкера — европейский фонд стратегических инвестиций — был рассчитан на то, чтобы, выделив Европейскому инвестиционному банку 26 млрд евро, поднять с рынка 500 млрд в различных областях, начиная от инфраструктуры и энергии и заканчивая социальными услугами. Идея показала себя позитивно: вложив 1.3 млрд в COSME — программу для конкурентоспособности предприятий Европейского инвестиционного банка, — Еврокомиссия смогла охватить 330 000 предпринимателей и привлечь 25 млрд. Из 10 инвестпроектов только один-два оказываются финансово успешными, но эти два удачных обеспечивают прибыльность инвестиций в целом. По гарантиям было выплачено около 9 миллионов евро, однако из сотни предприятий неудачливым оказывается только одно.
Поэтому на новый период планирования Еврокомиссия увеличивает инвестиционный фонд InvestEU до 38 млрд, но к кругу партнеров присоединятся EBRD, банк Совета Европы и другие финансовые институции. Сумма инвестиций, которую планируется поднять, составит 650 млрд. Фокус будет сделан на объективные показатели, а не на объём. Странам-членам предлагается тоже поучаствовать, использовав на программу до 5 % от структурных фондов.
Главные направления проекта — долговечная инфраструктура, исследования, инновации, малые и средние предприятия (под 11,5 млрд в качестве гарантий эти направления должны поднять соответственно 185, 200 и 215 млрд.), социальные инвестиции и навыки (4 млрд.).

### Увеличение расходов на обслуживание долга
Глава бюджетной комиссии Европарламента Йоханнес Хан заявил, что стоимость долга ЕС удвоится в 2024 году из-за более высоких процентных ставок. Он уточнил, что рост инфляции, связанный с конфликтом на Украине, привел повышению процентной ставки ЕЦБ на 3,75 процентных пункта с июля 2022 года. По его словам, произошедшее вызвало непредвиденные финансовые расходы для ЕС.